# Szentpáli Roland
Szentpáli Roland (Nyíregyháza, 1977. május 8. –) tubaművész, zeneszerző.
A 19. századi mély rézfúvós hangszereket (mint például az ophikleid vagy a szerpent) koncerteken, saját darabjaiban is megszólaltatja. Világszerte számos jelentős szakmai eseményen fellép, mesterkurzusokat tart, zsűrizik, zenét szerez és együttesvezetőként is megmutatkozott.

## Pályafutása
Az általános iskolában kezdetben sporttagozatra járt. Énektanára, Barna János biztatta, felismerve tehetségét, így zeneiskolai tanulmányait 12 éves korában kezdte meg a nyíregyházi zeneiskolában, miután megválasztotta hangszerét. Tubatanára Lukács Sándor lett. Ezután öt zeneiskolába is beadta a jelentkezési lapját, mindegyik helyre fel is vették. A budapesti konzervatóriumot választotta, így 1991–1995 között a Bartók Béla Zeneművészeti Szakközépiskola és Gimnázium hallgatója volt. Bazsinka József és Adamik Gábor tubaművészek tanították. 
Már ebben az időben is külföldi mesterkurzusokra járt, például Németországba, ahol két (Lyonba és Amszterdamba szóló ötéves) ösztöndíjat is felajánlottak számára a legelismertebb tubások. Így ismerkedett meg gyerekkori példaképével, Roger Boboval, aki felkarolta. A Pro Harmonia Mundi Alapítvánnyal és a Yamaha céggel összefogva hangszert is adományozott Szentpáli Roland részére, amit Amszterdamban egy koncert keretében vett át 1993-ban. Még ebben az évben Miskolcon megnyerte az országos középiskolai tubaversenyt, ami után lehetőséget kapott, hogy a Bartók Konzervatórium zenekarával fellépjen az „ifjú szólisták” koncertjén a Zeneakadémia nagytermében, amiről tévéfelvétel készült. 1994-ben megkapta a Bartók Béla Ifjúsági Szimfonikus Zenekari Alapítvány kuratóriumának díját is.
1995–2002 között a Liszt Ferenc Zeneművészeti Egyetem hallgatója volt, Szabó László tanítványaként. Eközben 1997-ben a lausanne-i Zeneakadémián Roger Bobonál, majd a salzburgi Mozarteum Zeneművészeti Főiskolán – ahol engedélyezték, hogy az ötéves iskolát két év alatt végezze el – Manfred Hoppert tanítványaként tanult.
Huszonnégy éves korára kilenc nemzetközi versenyen hét első és két második helyet szerzett, és fellépéseket vállalt szerte a nagyvilágban – Ausztráliában, Dél-Koreában és az Amerikai Egyesült Államokban egyaránt –, nem csak tubán, zongorán is játszva. 1997-ben Franciaországban a tuba-világbajnokságon a második helyezést szerezte meg. 1999-ben első helyezést ért el a február 8–12. között Gdańskban megrendezett nemzetközi rézfúvós versenyen, az április 21–24-én Münchenben rendezett rézfúvós versenyen a legjobb tubás díját, és az összesített verseny II. helyezését nyerte el, majd a december 14–23-ai Ausztráliai (Sydney) „TubaMania” nemzetközi meghívásos verseny győztese is lett. Készített videóklipet Zoránnal, részt vett többek között Presser Gábor turnéján, közreműködött Cserháti Zsuzsa koncertjén is. 2004-ben Fischer Annie-ösztöndíjat kapott.
Brazíliában először a 2009-ben a 12. Pernambucoi Nemzetközi Virtuózok Zenei Fesztivál (Virtuosi – Festival Internacional de Música de Pernambuco) rendezvénysorozaton játszott Recifeben. Itt kapta a felkérést, mely által 2010-ben Latin-Amerika legnagyobb klasszikus zenei eseményén, az akkor 41. alkalommal megrendezett Campos do Jordão Nemzetközi Téli Fesztiválon elsőként képviselhette Magyarországot, majd később kurzust is tartott a résztvevőknek. A 2010-es évek óta a versenyeken zsűritagként vesz részt. 2018-ban védte meg a Liszt Ferenc Zeneművészeti Egyetemen DLA doktorjelölti disszertációját, melyben a historikus hangszerekkel kapcsolatban végzett kutatómunkáját dolgozta föl.
Zeneszerzőként Magyarországon és külföldön egyaránt ismertek művei, mint például a Magnificat megzenésítése, a Beatus vir, vagy már a 16 évesen zenekarra és tubára írt tubaversenye, amit saját előadásában 1994 februárjában a televízió élőben közvetített a Zeneakadémia nagyterméből és a 2010-es évekre a nemzetközi versenyek kötelező darabjává lett. Első felkérésre, a konzervatórium egyik koncertjére készült művét, egy rövid ráadás-dallamot a Magyar Rádió rögzítette. 1998-ban megírta Nyíregyháza város indulóját is, ami a 25. Nyírségi Ősz megnyitóján, majd az augusztus 20-i nemzeti ünnep alkalmával csendült fel először. Számos felkérésnek tesz eleget, komponált szóló hangszerekre, vokális, kamarazenei és nagyzenekari darabokat is. Művei 2003 óta kizárólag a svájci Editions BIM gondozásában jelennek meg.
Zenei ízlése széles skálán mozog mind a komoly-, mind a könnyűzene területén.
1999 jelent meg első CD-je, az I Killed My Lips, ami négy saját kompozíciót is tartalmaz, 2005-ben pedig második önálló lemeze On My Way címmel. Harmadik, (R)evolution című albumán különböző hangszercsoportokhoz tartozó instrumentumokon (cinbassót, ophikleidet, francia tubát, bécsi típusú koncert-tubát, kétféle hangolású bombardont, valamint basszustubát billentyűs és vonósbasszus kísérettel) szólaltatta meg átdolgozásait a szerző. A 19. századi mély rézfúvós hangszereket (mint az ophikleid, vagy a szerpent) koncerteken és saját darabjaiban is gyakran megszólaltatja. Albumai közül kettő is – amelyeken maga is játszik – elnyerte a Nemzetközi Tuba és Eufónium Szövetség (ITEA) Roger Bobo-díját: 2014-ben a Romhányi Áronnal és a beatbox előadó Revolution által alkotott trió, az RTB Crew Meet the Beat fúziós jazz lemeze a dzsessz/rock/fúziós/reklám zene tubára vagy eufóniumra kategóriában, majd pedig 2016-ban a Marosi Lászlóval és Szepesi Bencével közösen jegyzett, saját szerzeményeit megszólaltató i3 című albummal a legjobb klasszikus szóló tuba felvételért.

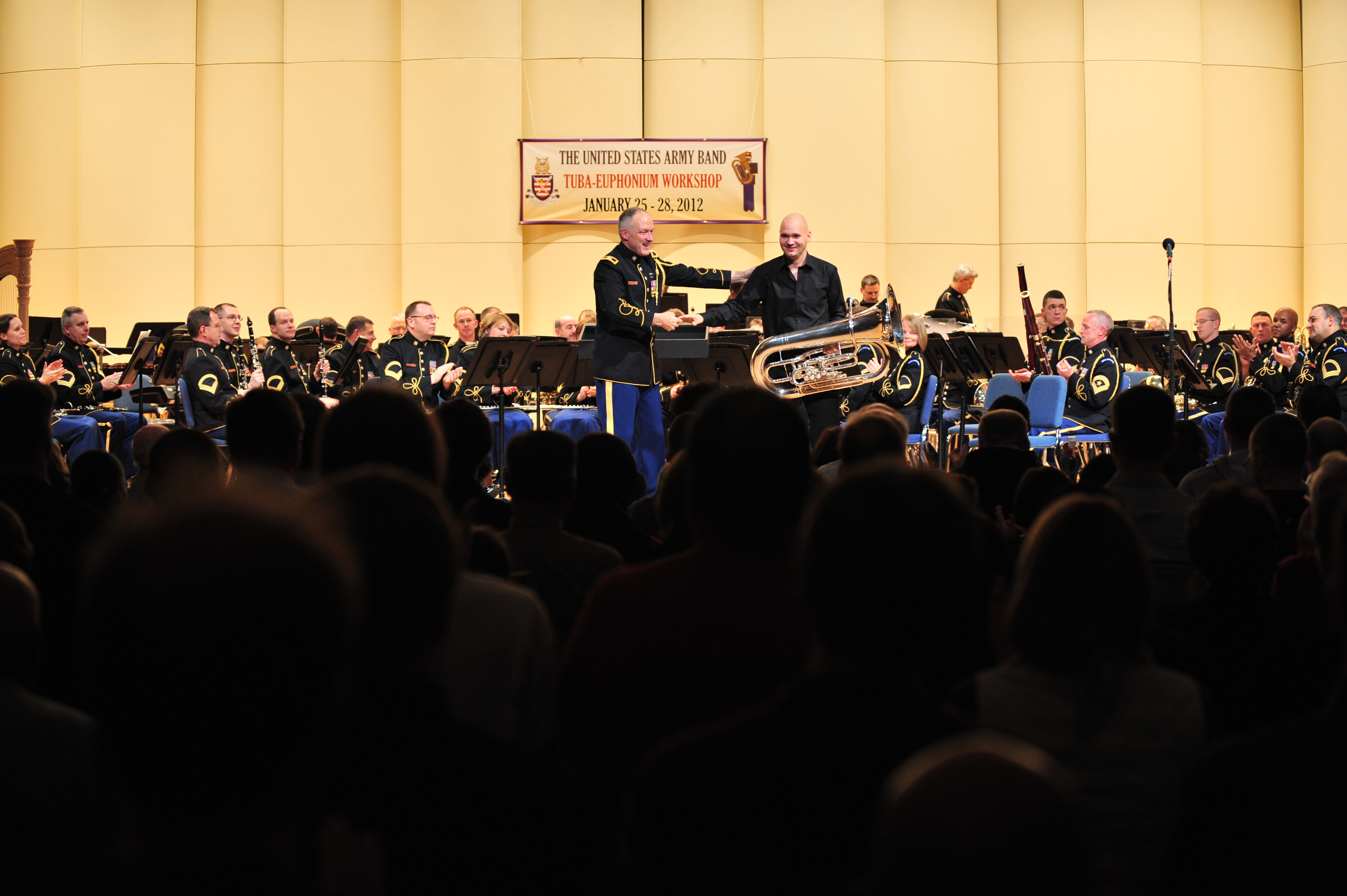
Az Amerikai Egyesült Államok Hadseregének (Katona)zenekarának Tuba-Euphonium műhelyén 2012-ben, miután előadta Carmen fantáziája című Bizet-átiratát

Együtt zenélt többek között a Hongkongi Filharmonikus Zenekarral, a Magyar Rádió Szimfonikus Zenekarával, a Budapesti Fesztiválzenekarral, Zágrábi Filharmonikus Zenekarral, a Magyar Állami Operaház Zenekarával, a Budafoki Dohnányi Ernő Szimfonikus Zenekarral, Miskolci Szimfonikus Zenekarral, és a Valerij Gergijev által irányított nemzetközi „Világzenekar a békéért” (World Orchestra for Peace) együttessel. 2012-től a Nemzeti Filharmonikus Zenekar tubása.
Alapító tagja a Brummadza Tubakvartettnek és a Solti György Rézfúvósegyüttesnek.
A Nyíregyházi Művészeti Szakközépiskolában friss diplomás kora óta tanít. Nem sokkal ez után kezdett tanítani a Debreceni Kodály Zoltán Zeneművészeti Szakközépiskolában, 2005–2009 között pedig a Debreceni Egyetemen. Ez utóbbi Konzervatóriumának rézfúvós együttesét is dirigálja. Vendégprofesszor volt 2011–2012-es tanévben a Hongkongi Előadóművészeti és a Hongkongi Baptista Egyetemen, majd 2012–2013-ban a Jacobs Zeneiskolában az Indianai Egyetemen. 2017 szeptemberétől a Luzerni Alkalmazott Tudományi és Művészeti Egyetem Zene Tanszékén a Klasszikus és Egyházi Zene Intézet tuba tanára, 2019-től pedig a Liszt Ferenc Zeneművészeti Egyetemen is oktat. Ezek mellett rendszeresen tart előadásokat, mesterkurzusokat az Amerikai Egyesült Államokban, Kanadában, Japánban, illetve Dél-Amerika és Európa országaiban.

## Művei

### Színpadi mű
- Feledi Project: Orfeusz-balett (Müpa, 2018)[25]

### Versenyművek
- Concertino tubára és szimfonikus zenekarra (1994)
- Klarinét kettősverseny (1995)
- Earth Voices (Szóló-tubára, 4 eufóniumra, 4 tubára és narrátorra Roger Bobonak és a Stuba ensemblének, 2000)
- Concerto for Sax Quartet (Négy szóló szaxofonra (S., A., T., B.) és zenekarra, 2001)
- Concerto tubára és szimfonikus zenekarra (2002)
- Allegro Fuoco – Tubára és vonósnégyesre (vagy zongorára) (2005)
- Concerto tubára és fúvószenekarra (2006)
- 3 Dances (Szvit 3 tételben – Szoprán szaxofonra, tubára és fúvószenekarra, 2007)
- 3 Dances (2 szóló-tubára és big band-re, 2007)
- Carmen Fantázia – Tubára és zongorára (2007)
- Latino Carmen – Fuvolára és zongorára (2007)
- Sketches 1998 – Eufóniumra és zongorára (Steven Meadnek, 2007)
- Concerto trombitára és szimfonikus zenekarra (Tarkövi Gábornak, 2009)
- Klarinétverseny (2010)
- Rapszódia klarinétra – Oktett (2012)
- Rapszódia klarinétra és koncertfúvós zenekarra (2014, i3)
- Három tánc – Szaxkürtre, szaxofonra és koncert-fúvószenekarra (2014)
- Symphony Concertante (Eufóniumra /vagy szerpentre, ophikleidre és szaxhornra/ és szimfonikus zenekarra /vagy koncertfúvós zenekarra/, 2015)
- Concerto for Brass Band (4 tételben, 2017)
- Fasten Your Seatbelt (Rodin Rosendahlnak, 2017)
- Symphony Concertante (Eufóniumra és koncertfúvós zenekarra, 2018)
- Átirat – Luigi Boccherini: B-dúr csellóverseny G. 482 (Tubára /vagy eufóniumra/ és zongorára /A 9. csellóversenyből/, 2018)

### Zenekari művek
- Dances (szimfonikus zenekarra, 1994)
- Átirat – Chick Corea: Spain (trombitára, tubára és fúvószenekarra, 2009)
- Átirat – Hatvani Emese, Jakab György, Pásztor László: 220 felett (fúvószenekarra, 2017)
- La follia (szimfonikus zenekarra, 2018)
- Cataclysms (fúvószenekarra, 2019)

### Szólóhangszerre írt művek
- Caprice No. 1 (szólótubára, 1993)
- Caprice No. 2 (szólótubára, 1997)
- Változatok egy magyar gyermekdalra – Szóló-tubára (1999)
- Caprice No. 3 (szólótubára, 2003)
- Brahms-variációk (szólótubára, 2006)
- Visions – Szóló kontrabasszus tubára (zongora ad libitum) (Roger Bobonak dedikálva, 2012)
- HOyeRN (szólókürtre, 2019)

### Vokális zenék
- Magnificat (szoprán és tenor szólistákra, vegyeskarra, szimfonikus zenekarra és jazz-kvartettre, Budafoki Dohnányi Ernő Szimfonikus Zenekar, brémai Kórusolimpia, 2003)
- Beatus vir (Budapesti Tavaszi Fesztivál, Budafoki Dohnányi Ernő Szimfonikus Zenekar, 2006)
- Éva (színésznőre, szerpentre, 16 individuális vonóshangszere és csembalóra, szöveg: Szy Katalin, MTA, 2018)

### Kamarazenék
- Születésnapi kvartett – 4 tubára (1995)
- Jazz Quintet – Prelúdium és fúga BeBop stílusban (tubaszólóra és 4 szaxofonra, a Budapest Saxophone Quartetnek, 1996)
- Pearls – Trombitára (vagy eufóniumra) és zongorára (Boldoczki Gábornak ajánlva, 1999)
- Ballada – Tubára és vonósnégyesre (vagy zongorára) (Anton Meinl 80. születésnapjára, 2002)
- Trombone Scenes (Christian Lindbergnek(wd), 2004)
- Trombone Scenes (szóló-harsonára és nagy rézfúvós együttesre, Christian Lindbergnek, 2004)
- Dance Movements – Tubára és ritmus-szekcióra (Velvet Brownnak(wd) ajánlva, 2005)
- Insects – Trombitára (szárnykürtre, pikoló-trombitára) és zongorára (Boldoczki Gábornak ajánlva, 2005)
- Pearls II – Eufóniumra és zongorára (Adam Freynek ajánlva, 2007)
- Concertino – 4 harsonára, zongorára és basszusgitárra (2008)
- K-1 – Két szóló-tubára, négy harsonára és két basszus-harsonára (Steve Rosse és a TubaMania.com megrendelésére, 2009)
- Flirts – Csellóra és zongorára (Dora Kuzminnak ajánlva, 2010)
- Melton 200 – Tubára és zongorára (Gerhard Meinlnek, 2010)
- Pearls III – Tubára (ad lib. 3 tuba kíséretével) és zongorára (2010)
- Loops – Rézfúvós négyesre és zongorára (2011)
- Homework – 4 tubára („To My Parents”, 2012)
- Chill Fantasy (tubára, zongorára, dobokra (ad lib.) és vonósötösre, 2014)
- From Within (Harsona /vagy eufónium, vagy szaxhorn/ kvartett, a Corpus Harsonakvartettnek ajánlva, 2016)
- Illustrations (József Attila három verse alapján – F-kürtre és zongorára, Kovalcsik Andrásnak, 2017)
- Septet / Szeptett (klarinétra, trombitára, harsonára, hegedűre, csellóra nagybőgőre és zongorára, 2019)
- Átirat – B. Marcello: I. szonáta, Op. 2 (tubára és csembalóra /zongorára/)
- Átirat – F. Kreisler: Marche miniature Viennoise
- Átirat – G. Farnaby(wd): Farnaby´s Dream
- Átirat – G. Farnaby: His humor
- Átirat – G. Farnaby: His rest
- Átirat – G. Farnaby: Old Spagnoletta
- Átirat – G. Farnaby: Tell me Daphne
- Átirat – G. Farnaby: The new Sa-hoo
- Átirat – G. Farnaby: Toy
- Átirat – Giovanni Gastoldi: A szerelem ünneplése (rézfúvósötösre, 2000)
- Átirat – H. Klosé(wd): Air Varie (ophikleidre és vonósötösre)
- Átirat – Heinrich Isaac(wd): Hallgasd az imámat (rézfúvósötösre, 2000)
- Átirat – J.S. Bach: Ich freue mich in Dir (Ária a BWV 133-as Kantátából) (rézfúvósötösre, 2000)
- Átirat – J.S. Bach: Stirb in Mir (Ária a BWV 156-os Kantátából) (rézfúvósötösre, 2000)
- Átirat – J.S. Bach: Wie freudig ist mein Herz (Ária a BWV 199-es Kantátából) (rézfúvósötösre, 2000)
- Átirat – Johannes Brahms: Kvintett No. 1, Op. 88 (rézfúvósötösre, 2000)
- Átirat – John Farmer(wd): Édes látomás (rézfúvósötösre, 2000)
- Átirat – Joseph Haydn: F-dúr kvartett, Op.50, No. 5 (rézfúvósötösre, 2000)
- Átirat – L. Cherubini: Szonáta tubára és vonósnégyesre
- Átirat – Ludwig Senfl(wd): Hajnali harangok (rézfúvósötösre, 2000)
- Átirat – Pettee(wd): Olosabut
- Átirat – Pierre Certon(wd): Piaci pletykálkodás

### Egyéb
- Mi Amor (1999)
- The Devil Never Sleeps (1999)
- Your Kisses Like The Fire (1999)
- Roller-coaster / Hullámvasút (két szóló-eufóniumra, szintetizátorra, basszusgitárra és ütőkre, jazz, 2017)

## Diszkográfia

### Szerzőként megjelent albumokon
- Abe Ryunosuke: Carmen Fantasy (2005)
- Dohnanyi Symphony Orchestra: Újévi koncert – New Year's Concert (mű címe: Concerto for Saxophone Quartet, 2006)
- Danny Helseth: Snapshots (mű címe: Pearls; 2007)
- Velvet Brown: Perspectives: Sound & Rhythm (mű címe: Dance Movements; 2007)
- Maki Yamamoto: Zongora (mű címe: 5 Miniatures – Talált Pénz; 2008)
- Loop Doctros: White Orange Black (2008)
- Portuguese Tuba Ensemble: Veneno (mű címe: Earth Voices; 2009)
- Roland Szentpali, Romhányi Áron: Parallels (2009)
- Ulrich Gábor: The Butcher's pocket radio/A hentes zsebrádiója (DVD; 2010)[26]
- Adam Frey: Beyond the Horizon (mű címe: Pearls 2; 2010)
- Fabien Wallerand: Art of the tuba (mű címe: Allegro fuoco; 2010)
- Aaron Tindall: Song of Ascent (mű címe: Concerto; 2010)
- Eufonix Quartet: End Game (mű címe: Concertino; 2010)
- RTB Crew: Meet the Beat (2010)
- Steven Mead: Audacious (mű címe: Sketches 1998 2. CD 7–9 szám; 2011)
- Eufonix Quartet: Brink (mű címe: A Birthday Quartet, 2012)
- Fabien Wallerand: Vibrations (mű címe: Allegro fuoco, 2012)
- George Palton: Tuba in Motion (mű címe: Allegro Fuoco, 2013)
- Steven Mead: Pearls (mű címe: Pearls 2, 2013)
- Andreas Martin Hofmeir: On the way (mű címe: Very good Morning, 2014)
- Eufonix Quartet: Nuclear Breakfast (mű címe: Nuclear Breakfast, 2015)
- Marosi, Szepesi, Szentpáli: i3 (2015)
- Constantin Hartwig: Klischee ade (mű címe: Pearls III, 2017)
- Szabó Ferenc, Gyivicsán György, Szentpáli Roland: Over the Edge (2017)
- Corpus Trombone Quartet: Contemporary (mű címe: Within, 2018)
- Bastien Baumet: Radiance (mű címe: Symphony Concertante, 2019)
- Mai Kokubo: A War in Wonderland (mű címe: Pearls, 2019)
- Fabian Bloch: Spot On! (2019)
- Bastien Baumet: Radience (2019)

#### Önálló lemezei
- I Killed My Lips (1999)
- On My Way (2005)
- (R)evolution (2017)

### Közreműködőként megjelent albumokon
- Bartok Conservatory Symphony Orchestra: Leo Weiner (1993)
- Gulya Róbert: Kantáta * Zongoraverseny * Mise (1993)
- Das grosse Sinfonische Blasorchester Budapest spielt Werner Brüggemann (vezényelt: Marosi László, 1995)[27]
- Symphonic Band Series: The Magic Potion (Hidas Frigyes; vezényelt: Marosi László, 1996)
- Danubia Symphony Orchestra: Mussorgsky: Egy éj a kopár hegyen * Csajkovszkij: Hegedűverseny – Hattyúk tava – Csárdás (vezényelt: Jurij Szimonov; 1999)
- Madarász Iván: Flautiáda; Concertuba; Musica solenne (1999)
- Roland Szentpáli: I killed my lips (1999)
- Gulya Róbert: Some works of Robert Gulya (1999)
- Dubrovay László: Brummadza tánca – Kamarazene réz- és fafúvósokra/Brummadza’s Dance – Chamber music for brass and woodwind (2000)
- Liszt Ferenc Zenemu˝vészeti Egyetem: The 125th Academic year (2000)
- Ewald Brass Quintet: Roland Szentpali presents Ewald Brass Quintet: Chamber Music (2001)
- Orna Ralston: Something to touch (2002)
- Ewald Brass Quintet: Popular Music (2003)
- Presser Gábor: Koncert – Dalok régről és nemrégről (DVD; 2004)
- Ittzés Gergely: Chamber Music with Flute by Pierre Max Duboise (2004)
- Roland Szentpáli: On my way (2005)
- Abe Ryunosuke: Carmen Fantasy (2005)
- Brahms: Magyar táncok – ahogy a Telekom bemutatja (2005)
- Talamba: Okamale (2005)
- World Orchestra for Peace: Live from The Credit Suisse Tour 2005 London – Berlin – Moscow – Beijing (karmester: Valerij Gergijev; 2005)
- Kontor Tamás: Rengeteg Év (2006)
- Varnus Xaver feat Sir Solti Georg Brass Ensemble & Talamba Percussion Group: from Ravel to Vangelis (2007)
- Velvet Brown: Perspectives: Sound & Rhythm (2007)
- Steven Mead: Earth Voices (2007)
- World Orchestra for Peace: The Solti Memorial Tour 2007 Rotterdam–Budapest–Brussels (CD; 2007)
- World Orchestra for Peace: Valery Gergiev At The Abu Dhabi Festival (The Solti Memorial Tour 2007, DVD; 2007)
- Mihályi Réka: Melange (2008)
- Jazz Steps Brass: New Orleans Feeling (2008)
- Loop Doctros: White Orange Black (2008)
- Portuguese Tuba Ensemble: Veneno (2009)
- Roland Szentpali, Romhányi Áron: Parallels (2009)
- Ulrich Gábor: The Butcher's pocket radio/A hentes zsebrádiója (DVD; 2010)[26]
- RTB Crew: Meet the Beat (2010)
- Tan Dun: Concerto for Orchestra – Symphonic Poem on Three Notes – Orchestral Theatre (2012)
- Juvavum Brass Feat. James Morrison: Brass Spektakel (2013)
- Révész Richárd, Szentpáli Roland: Nuestro Ritmo (2014)
- Mihályi Réka: Masni és Pocó (2015)
- Eufonix Quartet: Nuclear Breakfast (2015)
- Marosi, Szepesi, Szentpáli: i3 (2015)
- Szendőfi Péter: Peter Szendofi Meets Bartók&Ligeti (2017)
- Szabó, Gyivicsán, Szentpáli: Over the Edge (2017)
- Lukács Gergely: Fifty Shades of Tuba (2019)
- Szeged Trombone Ensemble: Wind Tunnels (2019)

## Díjai, elismerései
- I. helyezett – IV. Országos Rézfúvós és Ütős Verseny Miskolc (1993)
- Nagydíj – IV. Országos Rézfúvós és Ütős Verseny Miskolc (1993)
- Bartók Béla Ifjúsági Szimfonikus Zenekari Alapítvány Díja – Bartók Béla Zeneművészeti Szakközépiskola és Gimnázium Budapest (1994)
- II. díj – Guebwiller Franciaország(1997)[12]
- Artisjus Zenei Alapítvány oklevele (1998)[28]
- Nyíregyháza Városért Jutalom (1998)[29]
- I. díj – nemzetközi rézfúvós verseny Gdańsk (1999)
- I. díj – Donald Beyer tubaverseny Budapest (1999)
- II. díj – 1. Európai Szólista Verseny (az European Brass Band Association European Brass Band Championships – európai rézfúvós zenekari bajnokság – rendezésében) München (1999)[30][31]
- Legjobb tubás – 1. Európai Szólista Verseny (az EBBA/EBBC rendezésében) München (1999)[30]
- I. díj – Sydney TubaMania nemzetközi meghívásos verseny (1999)
- I. díj – Balogh-Zilcz Harsona- és Tubaverseny (2000)
- II. díj – Markneukirchen Nemzetközi Tuba Verseny (2000)[12]
- I. díj – dél-koreai I. nemzetközi rézfúvós verseny Csedzsu-sziget (2000)[12][32]
- I. díj – Nemzetközi Előadó-művészeti Verseny Brno (1999)
- I. díj – Finnországi Nemzetközi Tubaverseny Lieksa(wd) (2001)[4][33]
- Fischer Annie zenei előadóművészi ösztöndíj (2004)[7]
- III. díj – Markneukirchen Nemzetközi Tuba Verseny (2004)[12]
- Artisjus-díj kortárs zeneművek bemutatásáért (2004)[34]
- Artisjus-díj a magyar kortárs dzsessz bemutatása terén nyújtott kiemelkedő teljesítményéért (2008)[35]
- Artisjus-díj – előadóművészi komolyzene kategória (2009)[36]
- Roger Bobo-díj dzsessz/rock/fúziós/reklám zene tubára vagy eufóniumra kategória – Nemzetközi Tuba és Eufónium Szövetség (ITEA) (RTB Crew Meet the Beat album, 2014)[17]
- Roger Bobo-díj a legjobb klasszikus szóló tuba felvételért – Nemzetközi Tuba és Eufónium Szövetség (i3 album, 2016)[19][20]